# Pukkilas massafabrik
Pukkilas massafabrik (finska: Pukkilan massalaitos) är en tidigare industribyggnad som tillhörde Åbo kakelfabrik och som ligger i stadsdelen Långbacka i Åbo i det finländska landskapet Egentliga Finland. Byggnaden, som stod färdig 1913, har fått sitt namn från tillverkningen av kakelmassa. Åbo kakelfabrik, senare Pukkila kakelfabrik, avslutade sin verksamhet i Långbacka år 2015. Under 2020-talet har nya flervåningshus byggts i området.
Pukkilas massafabrik är skyddad i detaljplanen.

## Historia och arkitektur
Pukkilas massafabrik är den enda kvarstående byggnaden på fabriksområdet, förutom hälsostationen för fabriksarbetare som stod färdig 1938. Byggnadens arkitektur uppvisar klassiska drag. Fabriksbyggnaden omfattar drygt 6 000 kvadratmeter.
Produktionen i fabriken började 1916, efter att den gamla fabriken i Långbacka förstördes i en brand. På grund av tidigare bränder i kakelfabriken ville man vid bygget av den nya massafabriken lägga särskild vikt vid brandsäkerhet, vilket ledde till valet av armerad betong som byggnadsmaterial. Pukkilas massafabrik är den äldsta byggnaden i Finland med en stomme av armerad betong. Det finns ingen säker information om byggnadens arkitekt, men det har antagits att arkitekten kom från Tyskland.
Massafabriken har fyra våningar samt en vind. Byggnaden har ett sadeltak, och dess nordöstra vägg är sned i förhållande till resten av byggnaden. På fjärde våningen fanns torkrum, en värmefläkt och kakelpressar. Under fabriksverksamhetens sista skede fungerade matsal och personalutrymmen i de översta våningarna, kontorsutrymmen fanns på tredje våningen, och lagret var beläget på bottenvåningen.
Åbo stadsfullmäktige godkände i mars 2023 en detaljplan som innebar att massafabriken skulle rivas och ersättas med bostäder och affärsutrymmen. Beslutet överklagades och ärendet gick vidare till högsta förvaltningsdomstolen. I oktober 2024 gav högsta förvaltningsdomstolen sitt beslut och fastställde förvaltningdomstolens beslut, som innebar att Åbo stadsfullmäktiges rivningsbeslut för massafabriken upphävdes. Högsta förvaltningsdomstolen ansåg att byggnadens skyddsvärden inte har förlorats.